# G. B. Grayson
G.B. Grayson (* 11. November 1888 im Ashe County, North Carolina als Gilliam Banmon Grayson; † 16. August 1930 in Abingdon, Virginia) war ein US-amerikanischer Old-Time-Musiker.

## Leben

### Kindheit und Jugend
G.B. Grayson erblindete bereits als kleines Kind. Angeblich soll dies passiert sein, als Grayson, damals erst sechs Monate alt, Lichtreflexionen des Schnees in die Augen kamen. Er lernte Fiddle und Banjo zu spielen und begann aufgrund seiner Berufsunfähigkeit als Musiker zu arbeiten.

### Karriere
Grayson trat fortan auf Barn Dances und Fiddler’s Conventions auf, um sich sein Geld zu verdienen. In den 1920er-Jahren ließ er sich in Laurel Bloomery, Tennessee, an der Grenze zu Virginia, nieder. Dort spielte er mit vielen talentierten Musikern zusammen, so auch mit Doc Walsh und Clarence Ashley. 1927 traf Grayson den Gitarristen und Sänger Henry Whitter auf einem Fiddle-Wettbewerb in Mountain City und freundete sich mit ihm an. Beide Musiker schlossen sich im Herbst desselben Jahres zu dem Duo Grayson and Whitter zusammen.
Mit Whitter nahm Grayson bis 1930 40 Stücke auf, die meisten waren alte Traditionals und gelten heute als Klassiker der Country-Musik. Einer ihrer wohl bekanntesten Songs war Tom Dooley, der auf einer wahren Begebenheit basiert. Dieser Titel lag Grayson besonders am Herzen, da es Graysons Großvater war, der Tom Dooley 1866 verhaftete.

### Tod
Am 16. August 1930 besuchte Grayson seinen Bruder in Virginia. Auf dem Rückweg – Grayson war zu Fuß unterwegs – wurde er von seinem Nachbarn Bill Millhorn auf seinem kleinen Lastwagen mitgenommen. Da das Fahrzeug jedoch bereits besetzt war, fand Grayson nur noch auf der Ladefläche Platz. Als Millhorn um eine Kurve bog, kollidierte er mit einem anderen Lastwagen und Grayson starb sofort. Er wurde 42 Jahre alt.